# Ріо-Негро (провінція)
Рі́о-Не́гро (ісп. Río Negro, ісп. вимова: [ˈri.o ˈneɣɾo]) — провінція Аргентини, розташована на півдні країни і названа за іменем річки Ріо-Негро. Межує з провінціями Неукен, Ла-Пампа і Чубут, а також з Чилі (на заході), на сході омивається Атлантичний океаном. Столиця провінції — місто В'єдма.

## Географія
Провінція Ріо-Негро знаходиться у географічному регіоні Патагонія. Умовно її територію поділяють на дві частини:
- Анди на заході
- Рівнини на решті території

Більшість території Ріо-Негро має помірний аридний клімат, а Анди — високогірний. У горах середня річна кількість опадів становить 2000-3000 мм, на решті території — 200—300 мм. Переважають західні і південно-західні вітри.
У горах рослинність представлена Вальдивійською сельвою, на решті території — низькими чагарниками і жорсткою травою.
Основними річками провінції є Колорадо, Ріо-Негро і Лімай. На заході знаходиться велика кількість озер, найбільшими з яких є Науель-Уапі, Маскарді і Стеффен.

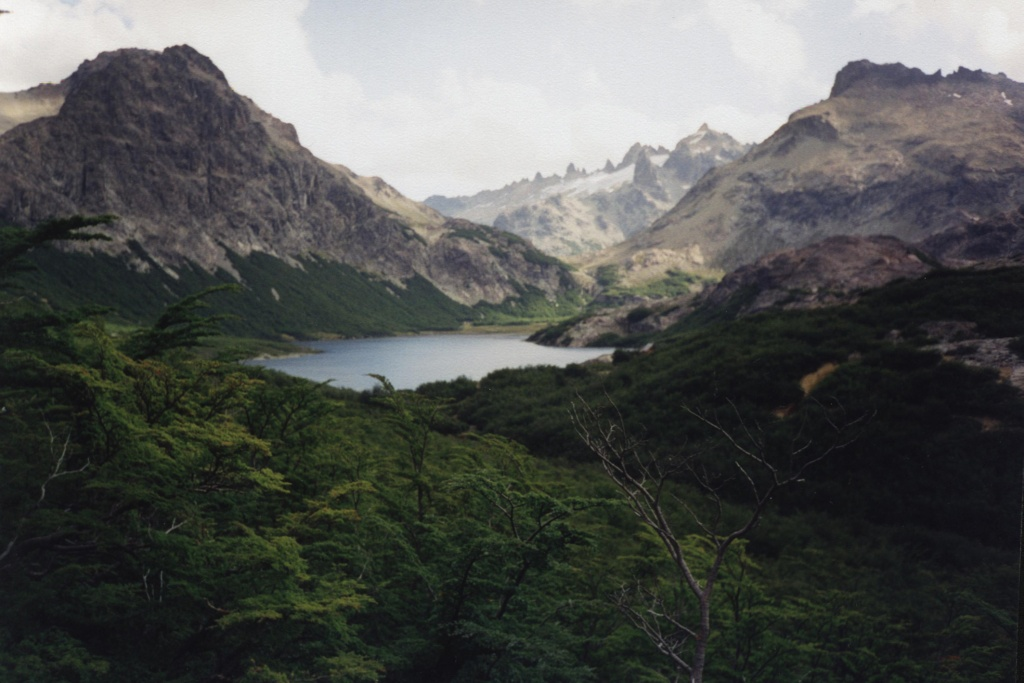
Національний парк Науель-Уапі
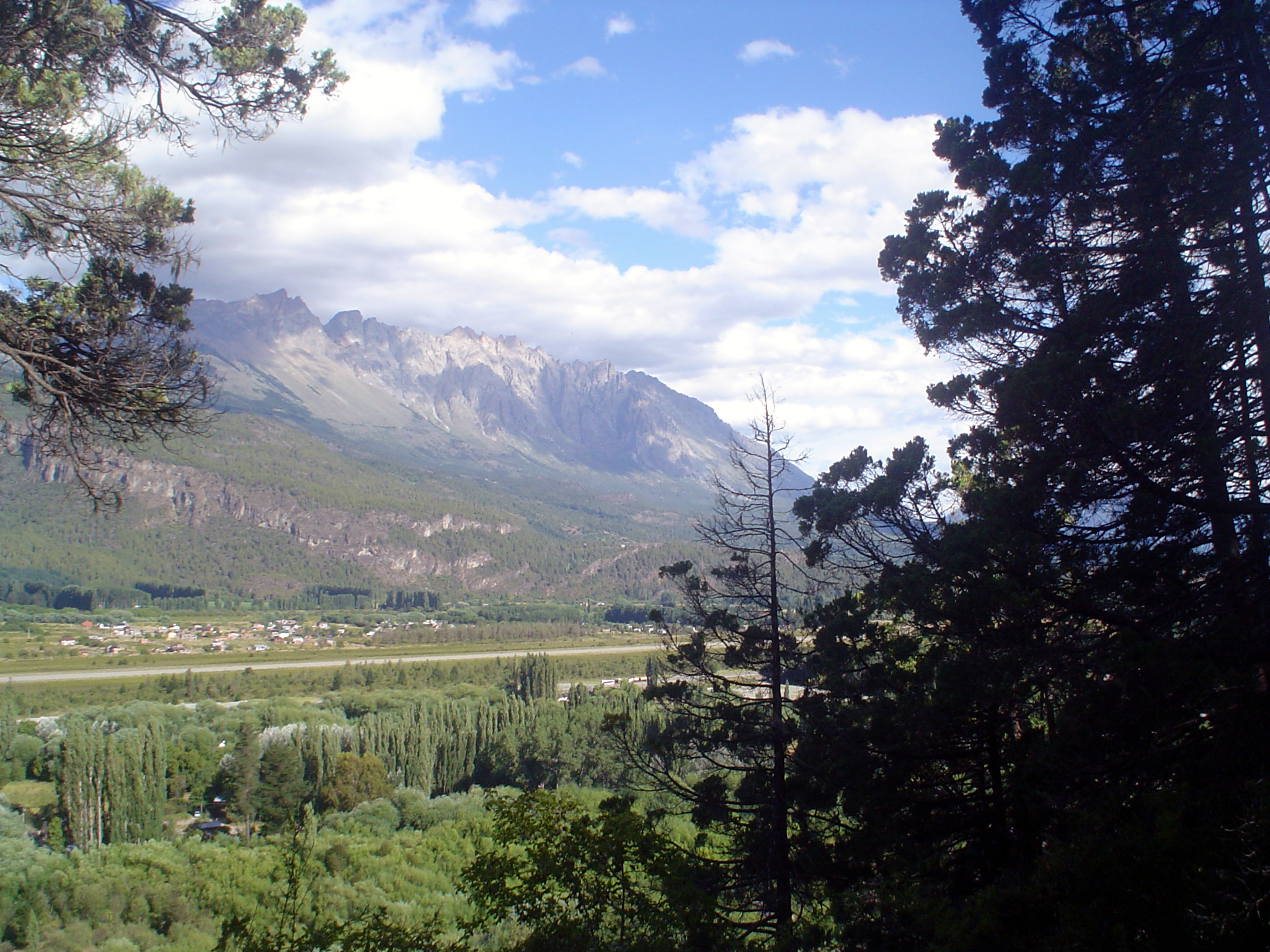
Ель-Больсон
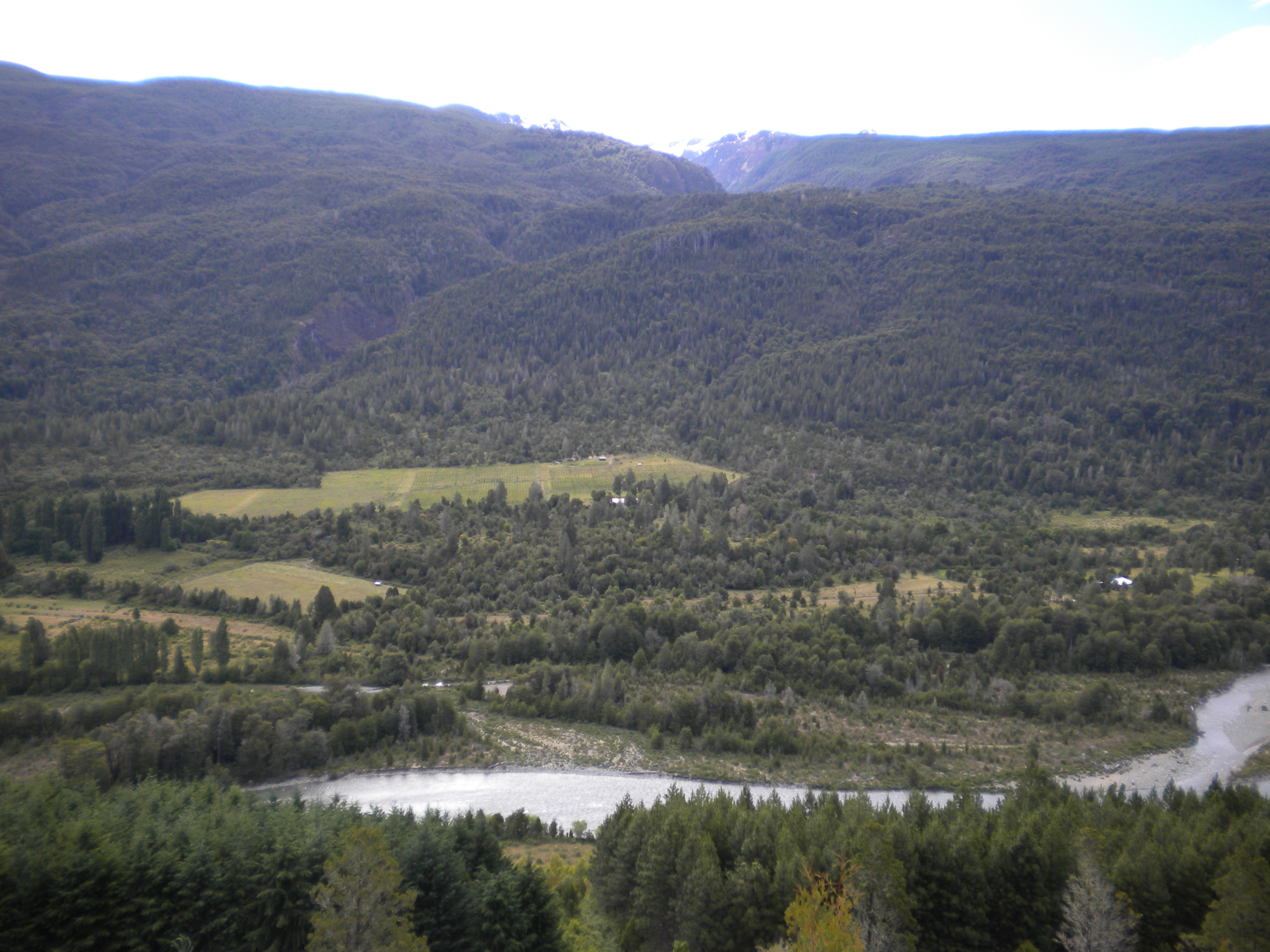
Ріо-Асуль
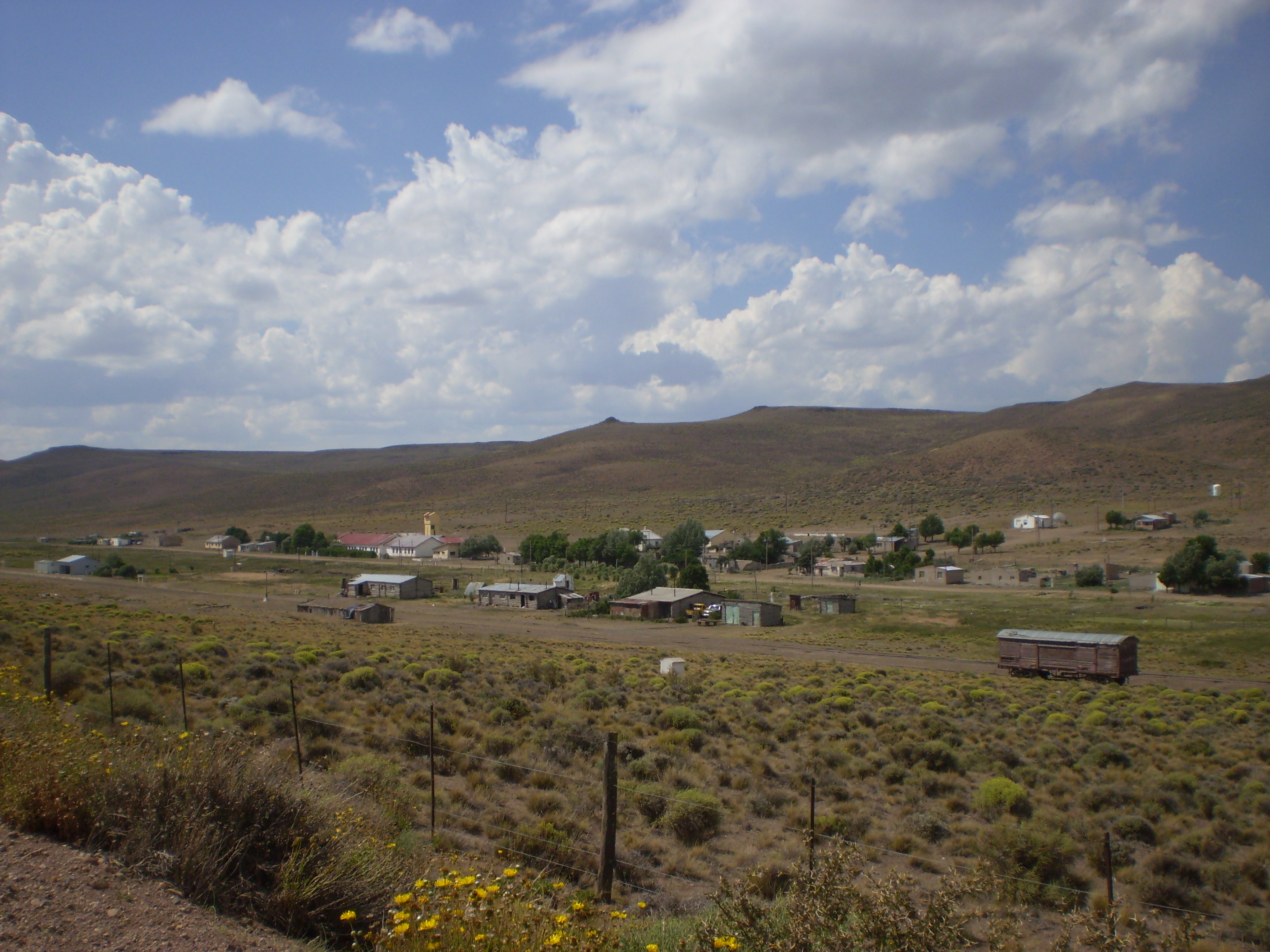
Клементе-Онельї

## Історія

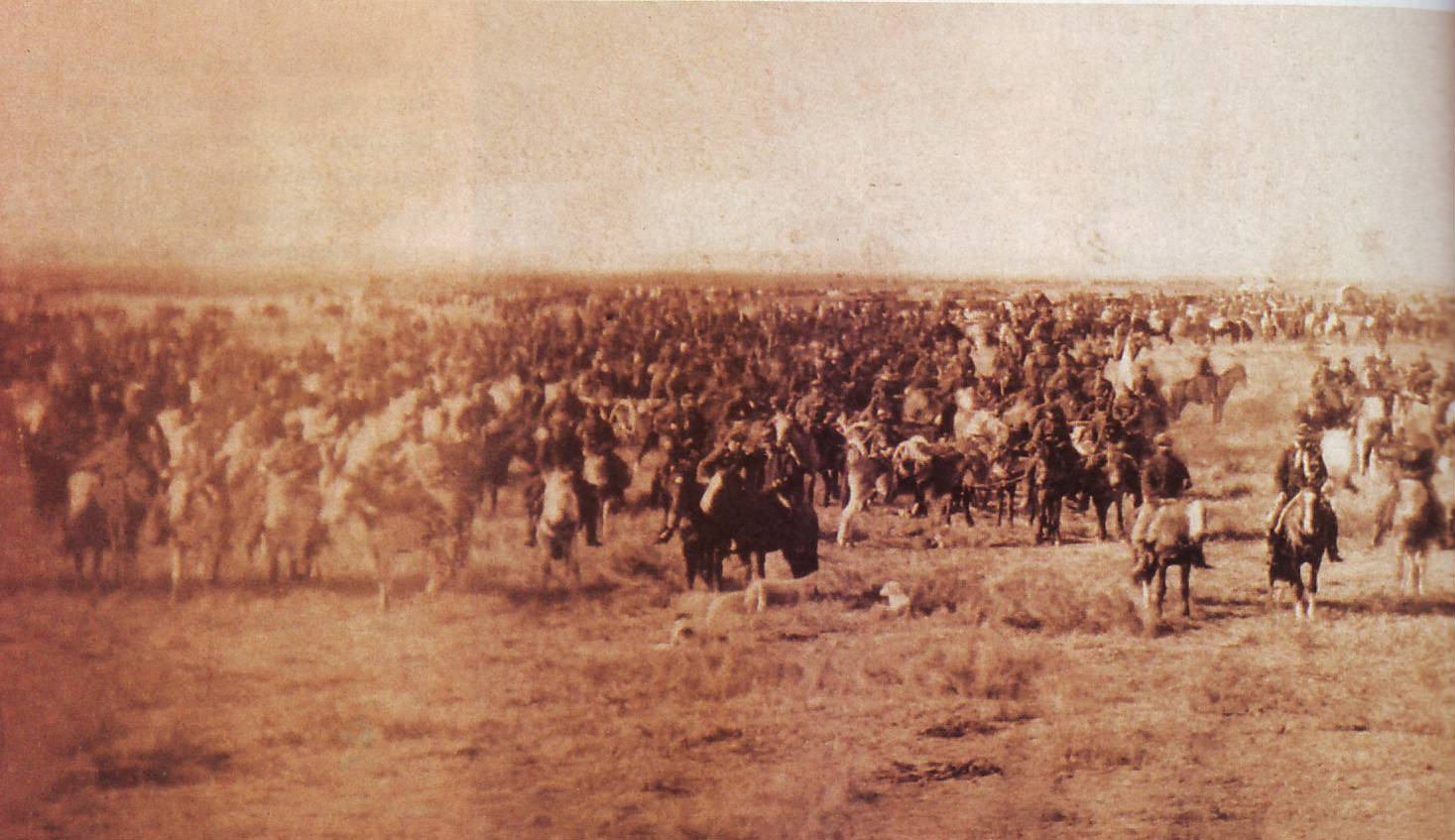
Завоювання пустелі. Військо на берегах Ріо-Негро. 1879 р.

До приходу іспанських колоністів землі, де зараз розташована провінція Ріо-Негро, були заселені індіанськими племенами пуельче, вурілоче, мапуче, теуельче.
Першим європейцем, який побував тут, був Фернан Магеллан 1520 року. 1670 року отець Ніколас Маскарді заснував місію на берегах озера Науель-Уапі — перше поселення на патагонській території. 1779 року Франсіско де В'єдма заснував місто Мерседес-де-Патагонес (нині В'єдма), яке увійшло до складу віце-королівства Ріо-де-ла-Плата.
1815 року, після Травневої революції була здійснена експедиція до Патагонії, яка посунула кордони Аргентини до річок Діаманте, Колорадо і Ріо-Негро. Патагонські землі, зокрема сучасна територія провінції Ріо-Негро, на той час було поза межами усіх адміністративних одиниць країни і на них претендували провінції Мендоса і Буенос-Айрес.
У 1869—1878 роках у Патагонії та Пампі проводилася так звана кампанія завоювання пустелі, яка була націлена на зменшення кількості індіанців на цих землях і взяття їх під контроль влади Аргентини.
11 жовтня 1878 року було створено губернаторство Патагонія зі столицею у місті Мерседес-де-Патагонес, до якого увійшли і землі теперішньої провінції Ріо-Негро. 21 жовтня було обрано першого губернатора.
1881 року було підписано договір про встановлення кордону між Аргентиною і Чилі, який законодавчо закріпив право володіння останньої патагонськими землями.
24 жовтня 1882 року губернаторство Патагонія було поділене на дві частини, внаслідок чого сучасна територія Ріо-Негро також була розділене між двома новоствореними адміністративними одиницями.
16 жовтня 1884 року землі колишнього губернаторства Патагонія було розбито на кілька національних територій, зокрема Ріо-Негро.
6 травня 1885 року національна територія Ріо-Негро була поділена на 7 департаментів, названих I, II, III, IV, V, VI і VII. 19 травня 1904 року департаменти отримали осмислені імена. Декретом від 20 жовтня 1915 року кількість департаментів була збільшена до тринадцяти. 29 квітня 1916 року указом президента Вікторіно де ла Пласи департаменти Хенераль-Рока і Ель-Куй були передані під владу Неукена, але 20 травня 1918 року це рішення було скасоване президентом Іполіто Ірігоєном.

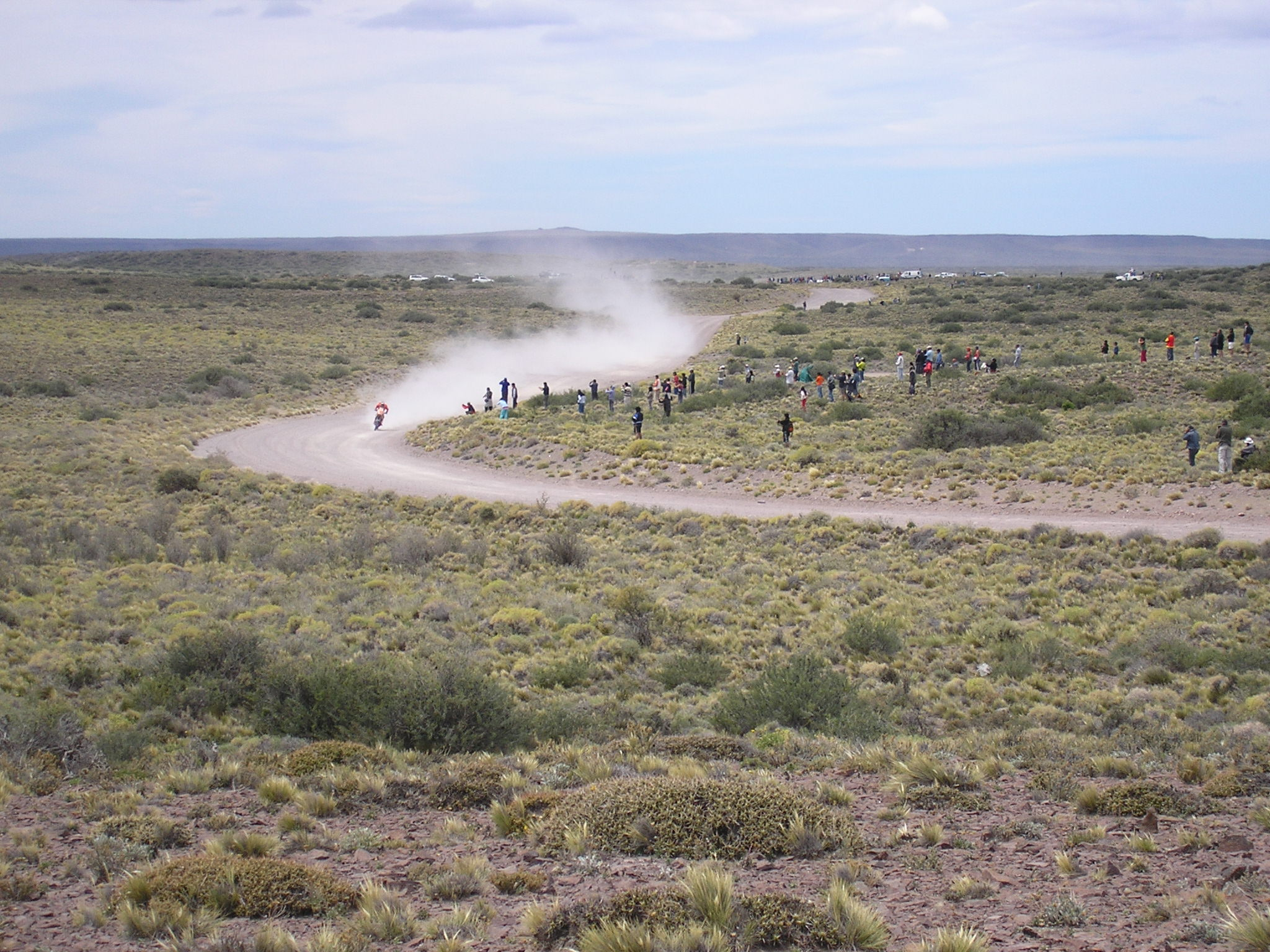
Ралі Дакар-2009 у Ріо-Негро

1924 року було створено національний парк Науель-Уапі.
15 червня 1955 року усім національній території Ріо-Негро було надано статус провінції. 28 липня відбулися перші місцеві вибори. 10 грудня 1957 року була затверджена конституція провінції. Тимчасовою столицею було назване місто В'єдма, яка продовжує нею бути досі.
3 червня 1988 року було прийнято нову конституцію провінції.
2009 року на території провінції Ріо-Негро відбувалося кілька етапів ралі Дакар 2009.

## Економіка

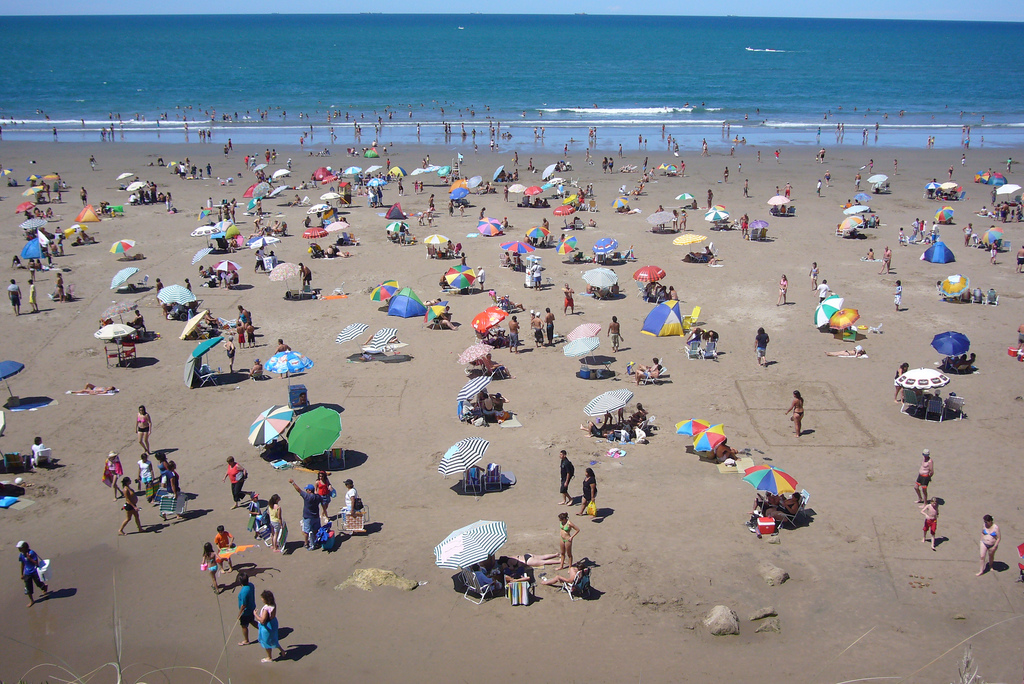
Лас-Грутас

Економіка провінції Ріо-Негро базується на сільському господарстві, яке зосереджене у долині річок. Переважає плодівництво, перш за все вирощування яблук і груш. Також вирощують ягоди (малину і суницю) й овочі (помідори і цибулю).
У скотарстві переважає вирощування великої рогатої худоби. Продукція вівчарства Ріо-Негро становить 13 % від загальнонаціональної у цій галузі.
Головною галуззю промисловості є харчова (виробництво сидру і соків), вовнопрядильна, рибальство (хек і кальмари)
Основними корисними копалинами провінції є залізо, бентоніт, сіль, нафта і газ. Основними промисловими містами є Чиполлетті, Хенераль-Рока, Вілья-Регіна, В'єдма.
Останніми роками набирає значимості туризм, який розвивається здебільшого у горах (популярних у іноземних туристів) та на узбережжі (популярне у аргентинців). Найбільшим морським курортом є Лас-Грутас, гірськолижним — Сан-Карлос-де-Барілоче.

## Освіта
| Освіта у провінції Ріо-Негро (2009) | Освіта у провінції Ріо-Негро (2009) | Освіта у провінції Ріо-Негро (2009) | Освіта у провінції Ріо-Негро (2009) |
| Рівень                              | Навчальних закладів                 | Учнів                               | Працівників                         |
| ----------------------------------- | ----------------------------------- | ----------------------------------- | ----------------------------------- |
| Дошкільні                           | 280                                 | 22 726                              | 2 182                               |
| - державні                          | 211                                 | 17 877                              | 1 695                               |
| - приватні                          | 69                                  | 4 849                               | 487                                 |
| Початкові                           | 383                                 | 77 443                              | 8 451                               |
| - державні                          | 318                                 | 63 817                              | 6 947                               |
| - приватні                          | 65                                  | 13 626                              | 1 504                               |
| Середні                             | 158                                 | 62 059                              | 2 595                               |
| - державні                          | 110                                 | 50 301                              | 2 124                               |
| - приватні                          | 46                                  | 11 758                              | 471                                 |
| Вищі                                | 35                                  | 7 630                               | 958                                 |
| - державні                          | 17                                  | 4 988                               | 642                                 |
| - приватні                          | 18                                  | 2 642                               | 316                                 |

## Адміністративно-територіальний поділ
| Адміністративний центр | Департамент     | Населення (2010) | Площа (км²) | Мапа |
| ---------------------- | --------------- | ---------------- | ----------- | ---- |
| Хенераль-Рока          | Хенераль-Рока   | 320.362          | 14.655      |      |
| Сан-Карлос-де-Барілоче | Барілоче        | 131.067          | 5.415       |      |
| В'єдма                 | Адольфо-Альсіна | 57.512           | 8.813       |      |
| Чоеле-Чоель            | Авельянеда      | 35.508           | 20.379      |      |
| Сан-Антоніо-Оесте      | Сан-Антоніо     | 29.469           | 14.015      |      |
| Макінчао               | 25 травня       | 15.342           | 27.106      |      |
| Ріо-Колорадо           | Пічі-Мауйда     | 14.722           | 15.378      |      |
| Пілканієу              | Пілканієу       | 7.356            | 10.545      |      |
| Хенераль-Конеса        | Конеса          | 7.062            | 9.765       |      |
| Вальчета               | Вальчета        | 4.863            | 20.457      |      |
| Ель-Куй                | Ель-Куй         | 4.795            | 22.475      |      |
| Сьєрра-Колорада        | 9 липня         | 3.481            | 25.597      |      |
| Ньйоркінко             | Ньйоркінко      | 1.835            | 8.413       |      |